# Superman & Lois
Superman & Lois este un serial de televiziune american de super-eroi care a avut premiera la The CW pe 23 februarie 2021.

## Distribuție
- Tyler Hoechlin - Kal-El / Clark Kent / Superman
- Elizabeth Tulloch - Lois Lane
- Jordan Elsass - Jonathan Kent
- Alex Garfin - Jordan Kent
- Erik Valdez - Kyle Cushing
- Inde Navarrette - Sarah Cushing
- Wolé Parks - John Henry Irons / The Stranger
- Adam Rayner - Tal-Rho / Morgan Edge
- Dylan Walsh - Sam Lane
- Emmanuelle Chriqui - Lana Lang-Cushing